# Malmsjön, Sibbo
Malmsjön är en vik i Finland. Den ligger i Sibbo i landskapet Nyland, i den södra delen av landet, 30 km öster om huvudstaden Helsingfors.